# Beckhoff Automation
Beckhoff Automation (anciennement Beckhoff Industrie Elektronik) est une entreprise internationale dont le siège se trouve à Verl, en Rhénanie-du-Nord-Westphalie. Fondée en 1980, elle fait partie du groupe Beckhoff et est présente sur plus de 75 sites à l'international. Beckhoff s'est spécialisée dans les techniques d'automatisation et de commande et est considérée comme l'un des leaders mondiaux dans ce domaine,.

## Histoire
Beckhoff Automation a été fondée en 1980 par Hans Beckhoff. Son père lui avait laissé, ainsi qu'à ses trois frères et sœurs, une entreprise électrique de taille moyenne qui a constitué la première pierre de l'actuel groupe Beckhoff. Les origines de l'entreprise remontent à 1953, lorsque Arnold et Elisabeth Beckhoff ont fondé l'entreprise Beckhoff à Verl, en Westphalie orientale.
Dans les années 1980 et 1990, Beckhoff a développé, selon ses propres dires, de nombreuses innovations techniques dans le domaine des techniques d'automatisation. En 1986, l'entreprise a lancé sur le marché la première commande de machine basée sur PC,. En raison de sa rapidité, elle a supplanté les systèmes traditionnels de fabricants comme Siemens. En 1990, Beckhoff a exposé pour la première fois à la Foire de Hanovre. Au cours des années 1990, l'entreprise a mis en place et développé une distribution en Allemagne. L'expansion internationale a commencé dans les années 2000.
Jusqu'en 2005, l'entreprise portait le nom de Beckhoff Industrie Elektronik, depuis elle s'appelle Beckhoff Automation. En 2014, elle a réalisé pour la première fois un chiffre d'affaires de plus de 500 millions d'euros. Jusqu'à aujourd'hui, Beckhoff Automation, tout comme les autres entreprises du groupe Beckhoff, est gérée comme une entreprise familiale.
Dans les années 2010, l'entreprise a commencé à investir davantage dans la coopération avec d'autres fournisseurs dans l'environnement industriel. L'entreprise s'engage pour une standardisation de l'échange de données dans les ateliers, afin que les systèmes de différents fabricants puissent être utilisés ensemble. Elle investit également dans la robotique.

## Activités
Beckhoff Automation propose une large gamme de produits et de solutions pour la technologie de l'automatisation. Cela comprend les PC industriels, les composants E/S, la technologie d'entraînement, les logiciels d'automatisation, l'automatisation sans armoire électrique et la vision industrielle. L'entreprise s'est spécialisée dans le développement et l'application de techniques de commande ouvertes, qui permettent aux clients de commander leurs installations et leurs machines de manière flexible et efficace.
Beckhoff Automation propose également des services complémentaires tels que la formation, l'assistance technique et le conseil en développement afin d'aider les clients à mettre en œuvre et à exploiter leurs solutions d'automatisation.

## Structure
Beckhoff Automation est une entreprise familiale dirigée par son propriétaire, Hans Beckhoff. Le siège de l'entreprise en Allemagne abrite les départements centraux de l'entreprise, tels que le développement, la production, l'administration, la vente, le marketing, le support et le service.
Beckhoff Automation emploie plus de 5000 personnes dans le monde entier et réalise un chiffre d'affaires de plus de 1,5 milliard d'euros. L'entreprise possède 40 filiales ou bureaux de représentation dans le monde entier. Ces unités travaillent en étroite collaboration avec le siège social et soutiennent la commercialisation et la distribution globales des produits. Au total, l'entreprise est représentée dans plus de 75 pays à travers le monde.
Beckhoff Automation est membre de plusieurs associations professionnelles et a établi des partenariats avec d'autres entreprises et institutions de l'industrie de l'automatisation. L'entreprise suit des processus durables et s'est engagée à minimiser son impact sur l'environnement et sa consommation de ressources et à promouvoir une production plus respectueuse de l'environnement.